# خطوط العالم الجوية
خطوط العالم الجوية هي شركة طيران أمريكية يقع مقرها في ولاية أتلانتا، جورجيا  ، و يقع مقرها وقاعدة صيانة طائراتها في مطار تامبا الدولي .

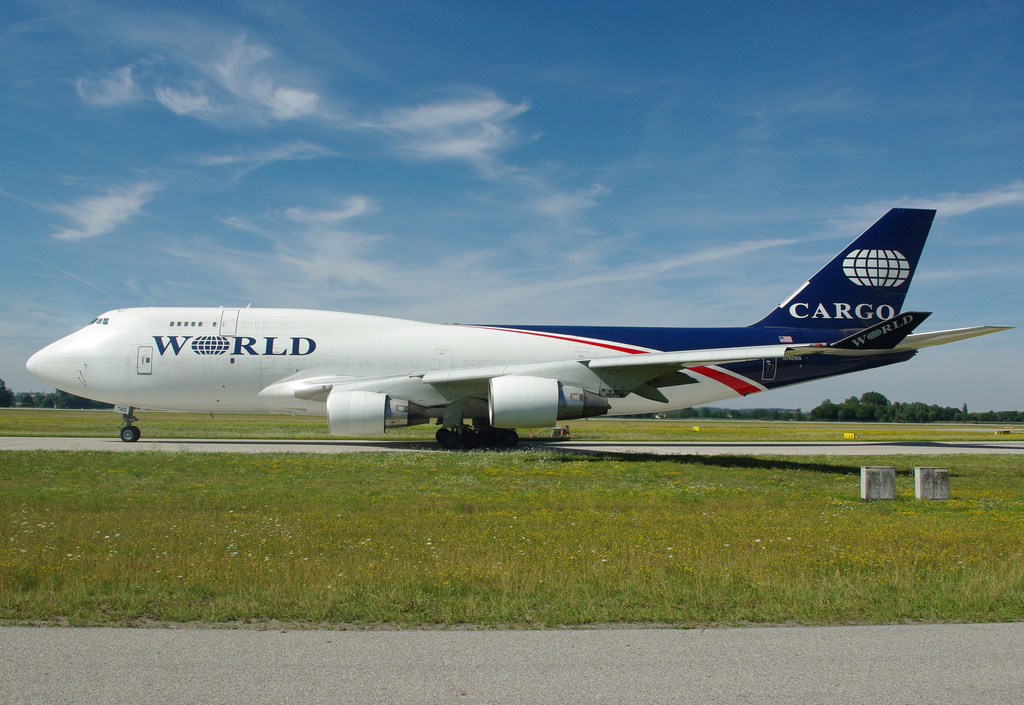
بوينغ 747-400 بي دبي أس أف في مطار ميونخ الدولي.

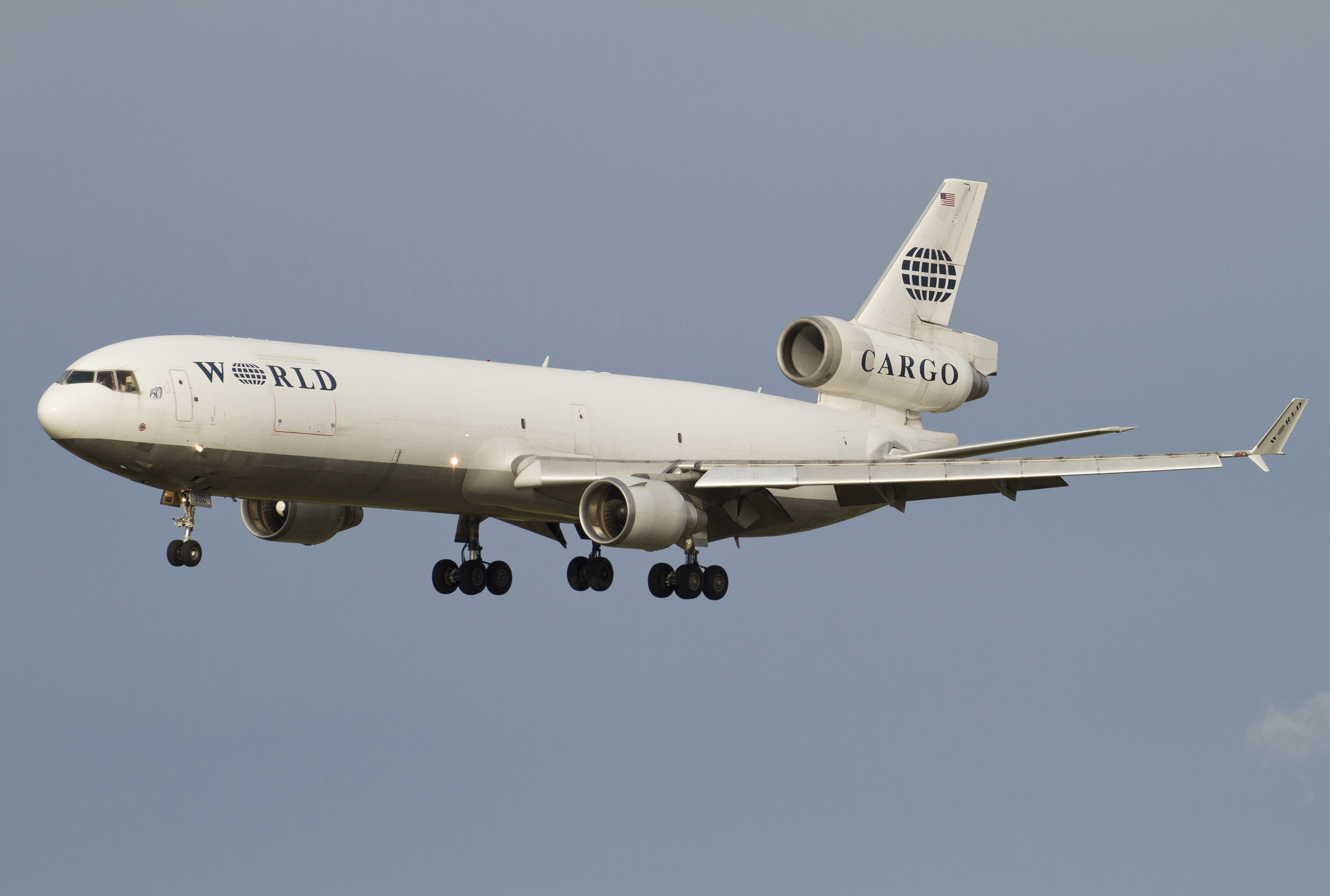
أم دي-11 في مطار ستوكهولم أرلاندا.

## وصلات خارجية
- الموقع الرسمي (إنجليزي).